# Multan Cricket Stadium
Das Multan Cricket Stadium ist ein Cricket-Stadion in Multan, Pakistan.

## Kapazität & Infrastruktur
Das Stadion hat eine Kapazität von 35.000 Plätzen und ist mit einer Flutlichtanlage ausgestattet. Die beiden Wicketenden sind das Main Pavilion End und das North Pavilion End.

## Internationales Cricket
Das erste Test-Match wurde hier im August 2001 zwischen Pakistan und Bangladesch ausgetragen. Seitdem war es Austragungsstätte mehrerer internationaler Begegnungen. Das erste One-Day International wurde in diesem Stadion im September 2003 auf der Tour Bangladeschs in der Saison 2003 ausgetragen. Nach dem Angriff auf das Cricketteam Sri Lankas in Lahore im Jahr 2009 wurden internationale Spiele in Pakistan insgesamt eingestellt.

## Nationales Cricket
Das Stadion ist die Heimstätte von Southern Punjab im nationalen pakistanischen Cricket. In der Pakistan Super League ist es als Austragungsort von Multan Sultans vorgesehen.